# 步蟾桥
步蟾桥，位于浙江省丽水市庆元县举水乡月山村水尾，为大跨度石拱廊桥，庆元廊桥之一。2013年作为处州廊桥的单体之一，列入全国重点文物保护单位。

## 历史
步蟾桥始建于明永乐年间，1917年重建。桥梁全长50.20米，有廊屋18间，拱跨16.40米，拱高8米。